# 上野他一
上野 他一(うえの たいち、1924年6月10日 - 2015年5月4日）は、日本の経営者。クラレ社長を務めた。大分県大分市出身。

## 経歴
1958年に九州帝国大学法文学部を卒業し、同年に日本興業銀行に入行。
1972年11月に取締役に就任し、1975年5月には専務に就任した。
1978年5月にクラレに転じ、同年6月に専務に就任し、1981年6月に副社長に就任し、1982年10月には社長に昇格した。1990年6月から相談役に就任した。
2015年5月4日前立腺がんのために死去。90歳没。